# AC Perugia Calcio
Die Associazione Calcistica Perugia Calcio (kurz AC Perugia Calcio) ist ein italienischer Fußballverein aus der umbrischen Universitätsstadt Perugia. Die Vereinsfarben sind weiß und rot. Im Sommer 2010 wurde der Verein als ASD Perugia Calcio wiedergegründet und setzte den Spielbetrieb in der fünftklassigen Serie D fort, obwohl man sportlich für die Lega Pro Prima Divisione qualifiziert gewesen wäre, allerdings aufgrund der schlechten Finanzlage die Teilnahme am Profibetrieb nicht anmeldete. In der Saison 2013/14 gewann Perugia den Meistertitel in der Lega Pro Prima Divisione B und kehrte damit nach neun Jahren in die Serie B zurück.

## Vereinsgeschichte
Die Associazione Calcio Perugia (kurz AC Perugia) wurde 1905 gegründet, 1913 in S.S. Perugia umbenannt und erhielt 1919 wieder den alten Namen AC Perugia. 1975 gelang Perugia der Aufstieg in die höchste Spielklasse des Landes, die Serie A. In der Spielzeit 1978/79 blieb die Mannschaft ungeschlagen, wurde aber aufgrund der hohen Anzahl an Unentschieden dennoch nur Vizemeister hinter dem AC Mailand. Die Vizemeisterschaft ist bis dato der größte Erfolg auf nationaler Ebene. In den 1980er-Jahren ging es sportlich immer weiter bergab. Die Verwicklung in einen Wettskandal zog einen Abzug von fünf Punkten für die Saison 1980/81 nach sich, Perugia stieg am Saisonende ab.
In der Saison 1985/86, Perugia spielte immer noch in der Serie B, wurde dem Verein erneut eine Verwicklung in einen Wettskandal nachgewiesen. Der Zwangsabstieg in die Serie C2, die vierthöchste Spielklasse, war die Folge. Im Jahre 1991 übernahm der Römer Unternehmer Luciano Gaucci den Verein und führte ihn aus der dritten Liga zurück in die Serie A. In der Spielzeit 1997/98 folgte ein einjähriges Intermezzo in der Serie B.
Im Sommer 2003 gewann Perugia unter Trainer Serse Cosmi im Finale gegen den VfL Wolfsburg den UEFA Intertoto Cup. 2004 musste die AC Perugia die höchste italienische Liga wieder verlassen, nachdem man in der Relegation gescheitert war. Am Ende der Saison 2004/05, nachdem der Verein im Relegationsspiel um die Teilnahme an der Serie A Torino Calcio unterlegen war, wurden finanzielle Probleme zu Tage geführt, die zur Lizenzverweigerung führten. Ein Nachfolgeverein namens Perugia Calcio S.p.A. wurde gegründet, Präsident wurde der Unternehmer Vincenzo Silvestrini.
In der Saison 2010/11 spielte der Verein in der Serie D, nachdem der Club zum Saisonende 2009/10 auf Platz elf liegend den Ligaerhalt in der Lega Pro Prima Divisione gesichert hätte, allerdings zog man sich aufgrund der schlechten Finanzlage aus dem Profibetrieb zurück und meldete die Teilnahme an der Lega Pro nicht an. Der Verein wurde daraufhin als ASD Perugia Calcio wiedergegründet und spielte in der Saison 2010/11 in der fünftklassigen Serie D, Girone E, wo er 2010/11 den ersten Platz belegte und in die Lega Pro Seconda Divisione aufstieg. Durch die Rückkehr in den Profibetrieb wurde der Vereinsname dementsprechend geändert; der Zusatz Dilettantistica als Synonym für den temporären Amateurstatus wurde entfernt und durch die neutrale Bezeichnung Calcistica ersetzt. Im Spieljahr 2011/12 gewann Perugia Calcio die Meisterschaft der vierthöchsten italienischen Liga und sicherte sich den zweiten Aufstieg in Folge. Darüber hinaus gewann Perugia erstmals die Supercoppa di Lega di Seconda Divisione.
Seit der Saison 2014/15 (mit Ausnahme der Saison 2020/21) spielt die AC Perugia Calcio wieder in der Serie B, der zweithöchsten italienischen Liga.

## Anekdoten
2002 und 2003 sorgte die AC Perugia durch mehrere Vorkommnisse für Schlagzeilen:
- Die Verpflichtung des libyschen Fußballspielers As-Saadi al-Gaddafi, Sohn des libyschen Staatspräsidenten Muammar al-Gaddafi, sorgte für Aufsehen. Gaddafi nahm nur an einem einzigen Spiel teil. Nach dem positiven Ergebnis einer Doping-A-Probe und der Verweigerung einer B-Probe wurde er im November 2003 suspendiert.
- Ebenfalls 2003 verpflichtete die AC Perugia den ehemaligen kanadischen Leichtathleten Ben Johnson als Konditionstrainer. Johnsons bei den Olympischen Spielen 1988 errungene Goldmedaille war ihm nach einer positiven Dopingprobe aberkannt worden, ein weiterer Dopingfall führte 1993 zu einer lebenslangen Sperre.
- Nur bei Planungen blieb es, als die AC Perugia 2003 seine Absicht verkündete, als erster Herrenfußballverein weibliche Spieler in den Kader aufzunehmen. Nachdem die schwedischen Nationalspielerinnen Victoria Svensson und Hanna Ljungberg entsprechende Angebote abgelehnt hatten, unterbreitete Vereinschef Gaucci der deutschen Nationalspielerin Birgit Prinz ein mit rund einer Million Euro dotiertes Angebot. Auch Prinz lehnte ab.
- Nachdem der damals an den AC Perugia ausgeliehene Südkoreaner Ahn Jung-hwan in der 2. Runde der Fußball-WM 2002 in Japan / Korea das „goldene Tor“ gegen Italien erzielte und Südkorea den Einzug in das Viertelfinale ebnete, sagte Klubpräsident Luciano Gaucci gegenüber der italienischen Sportzeitung Gazzetta dello Sport: „Ich werde nicht das Gehalt eines Spielers zahlen, der den italienischen Fußball ruiniert hat.“ Obwohl von Seiten Perugias diese Aussage später zurückgezogen wurde, war das Thema Italien für Ahn damit erledigt.

## Stadion
Der AC Perugia spielt im 1975 erbauten Stadio Renato Curi, das 28.000 Zuschauern Platz bietet. Das Stadion wurde nach dem ehemaligen Spieler Renato Curi benannt, der 1977 während eines Ligaspiels verstarb.

## Ehemalige Spieler
- Ahn Jung-hwan
- Massimiliano Allegri
- Nicola Amoruso
- Salvatore Bagni
- Fabio Bazzani
- Pierpaolo Bisoli
- Manuele Blasi
- Franco Brienza
- Luca Bucci
- Andrea Caracciolo
- Domenico Caso
- Ilario Castagner
- Enrico Catuzzi
- Ferdinand Coly
- Andrea Conti
- Óscar Córdoba
- Nicolás Córdova
- Renato Curi
- Traianos Dellas
- Souleymane Diamoutene
- Angelo Di Livio
- Marco Di Loreto
- Guilherme Raymundo do Prado
- Giuseppe Dossena
- Fabio Gatti
- Gennaro Gattuso
- Federico Giunti
- Fabio Grosso
- Dario Hübner
- Zeljko Kalac
- Iván Kaviedes
- Cristiano Lucarelli
- Fabio Liverani
- Massimo Margiotta
- Marco Materazzi
- Fabrizio Miccoli
- Dschihad Muntasser
- Hidetoshi Nakata
- Comunardo Niccolai
- Walter Novellino
- Christian Obodo
- Piero Pastore
- Matteo Politano
- Fabrizio Ravanelli
- Rahman Rezaei
- Petter Rudi
- Jaroslav Šedivec
- Lorenzo Squizzi
- Leonardo Spinazzola
- Guglielmo Stendardo
- Héctor Tapia
- Giovanni Tedesco
- Attilio Tesser
- Bruno Versavel
- Pietro Vierchowod
- Zisis Vryzas
- Marcelo Zalayeta
- Zé Maria

## Ehemalige Trainer
- Alberto Bigon
- Ilario Castagner
- Serse Cosmi
- Stefano Colantuono
- Antonello Cuccureddu
- Zeffiro Furiassi
- Gustavo Giagnoni
- Ferenc Hirzer
- Carlo Mazzone
- Alessandro Nesta
- Walter Novellino
- Maurizio Sarri
- Nevio Scala
- Renzo Ulivieri